# 田中鼓山寺
23°51′12″N 120°36′40″E / 23.853250°N 120.611067°E

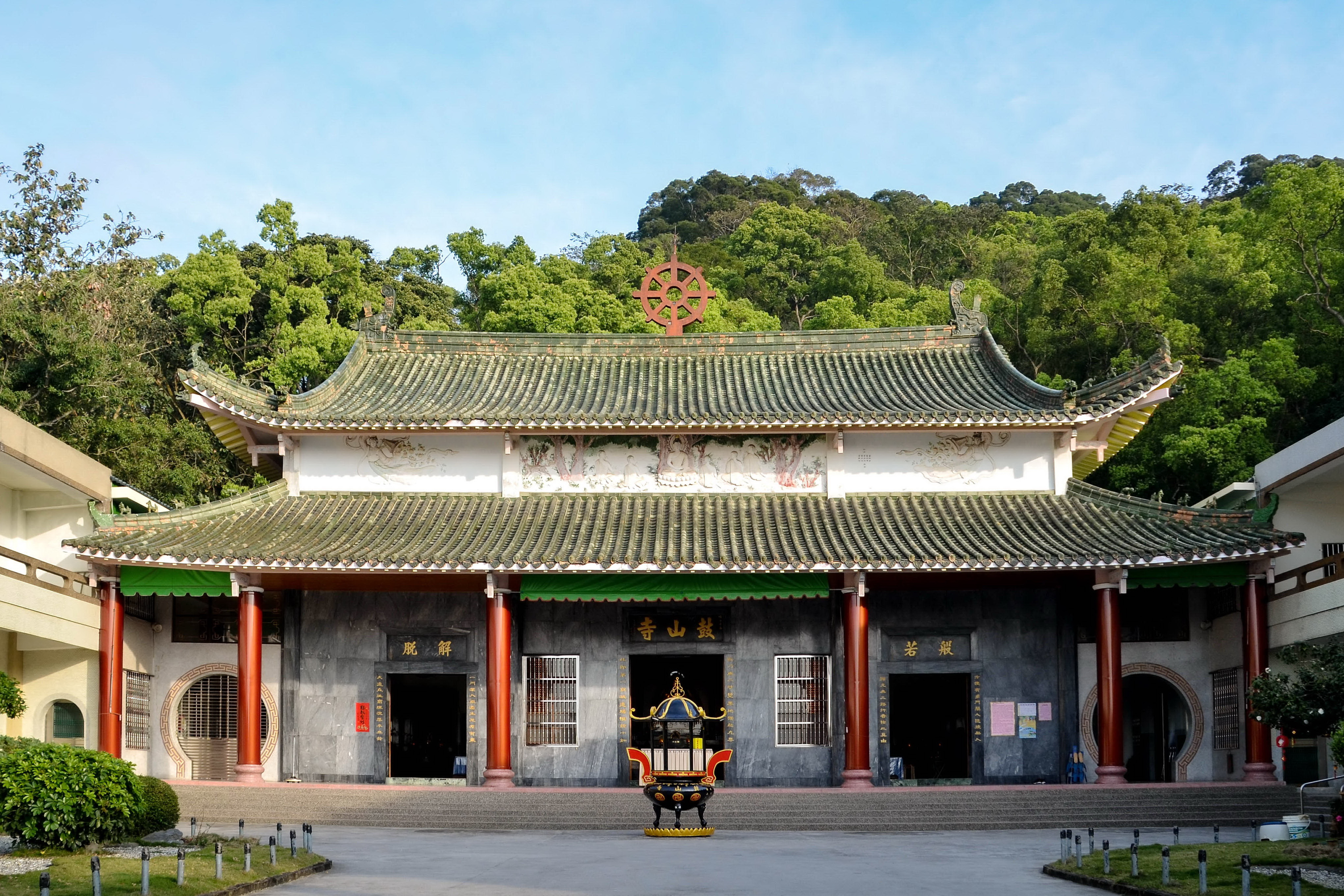
鼓山寺正殿

田中鼓山寺是位於臺灣彰化縣田中鎮的佛寺，所在地在日治時期是田中神社:643。

## 沿革

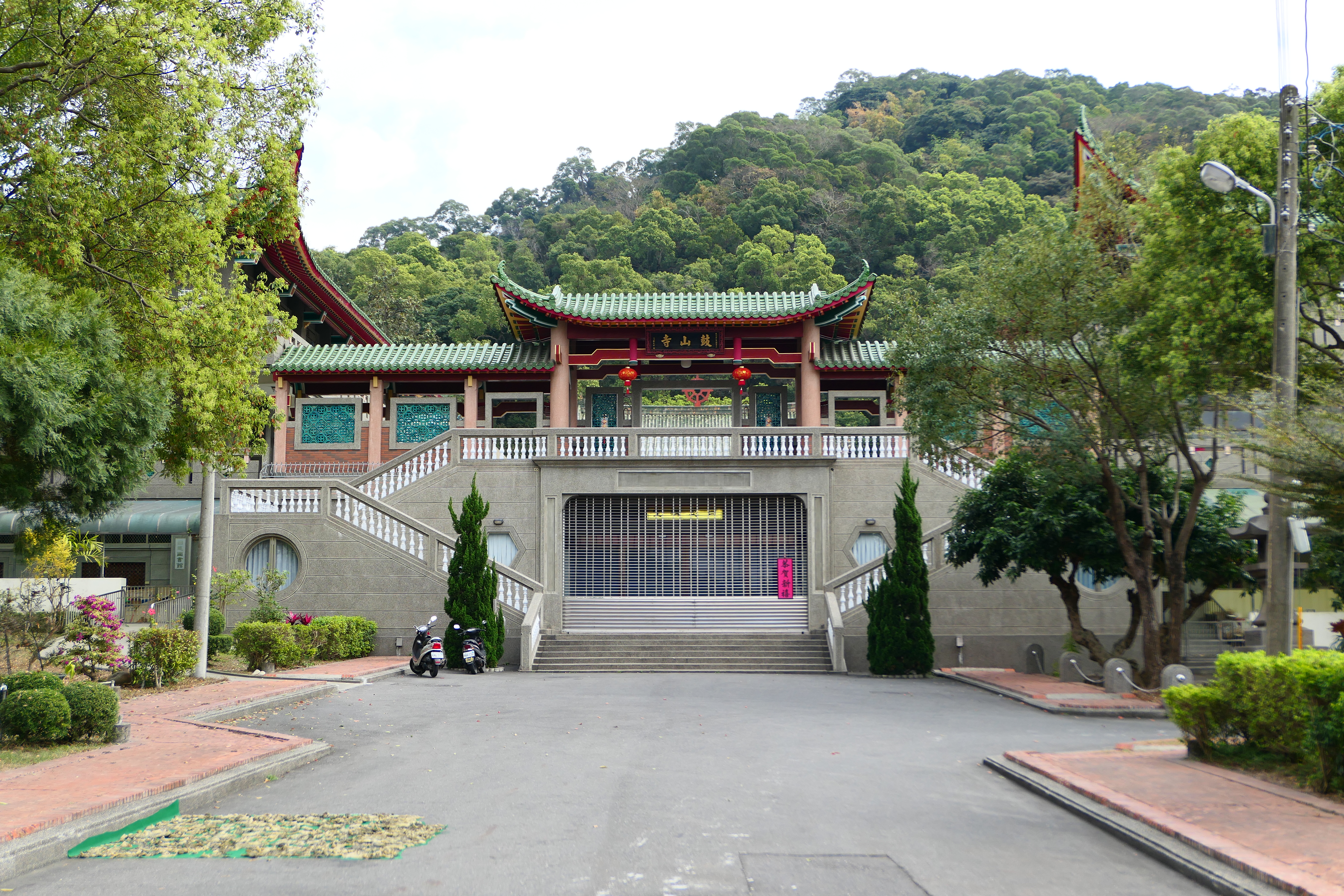
鼓山寺外觀

二次大戰後，田中神社的土地被田中鎮公所賣給員林糖商邱在:643。之後於民國46年（1957年），日慧長老尼（法號常圓）和日慈和尚尼（法號澄圓）經邱在引荐，率弟子十多人於神社舊址建立鼓山寺:643。
民國60年（1971年），鼓山寺大雄寶殿重建完工:643。民國79年（1990年）興建日慧講堂:643。之後在民國81年（1992年），成立鼓山寺菩提共修會:643。民國82年（1993年），日慧長老尼將住持傳給禪光和尚（法號光宗）:643。

## 宗教活動
星期日多為該寺的共修日:643。此外每年會舉辦新春禮拜千佛法會（農曆春節）、梁皇寶懺法會、浴佛大法會（農曆四月）、盂蘭盆法會（農曆七月）等法会:643。